# Hatchet Warrior
Hatchet Warrior – drugi album amerykańskiego rapera Anybody Killa, wydany 8 kwietnia 2003 roku.
Debiutancki album ABK wydany w Psychopathic Records dotarł na 4. miejsce "Najbardziej Niezależnych Albumów" Billboardu.

## Lista utworów
| #  | Tytuł                                                                   | Czas |
| -- | ----------------------------------------------------------------------- | ---- |
| 1  | "Intro"                                                                 | 1:20 |
| 2  | "Close Call"                                                            | 1:29 |
| 3  | "Kill Me"                                                               | 2:12 |
| 4  | "Sticky Icky Situations" (gośc. Violent J, Blaze Ya Dead Homie i Esham) | 4:04 |
| 5  | "Ya Neden's Haunted"                                                    | 3:38 |
| 6  | "Ghetto Neighbor" (gośc. Monoxide, Paris)                               | 4:03 |
| 7  | "Come Out To Play" (gośc. Jamie Madrox)                                 | 3:42 |
| 8  | "Hated Me"                                                              | 5:24 |
| 9  | "Tools" (gośc. Blaze Ya Dead Homie)                                     | 2:49 |
| 10 | "While You're Sleeping"                                                 | 3:53 |
| 11 | "Hollowpoint"                                                           | 4:28 |
| 12 | "Now You Know" (gośc. Shaggy 2 Dope)                                    | 3:01 |
| 13 | "Foo Dang" (gośc. Blaze Ya Dead Homie)                                  | 4:04 |
| 14 | "Gang Related" (gośc. Violent J)                                        | 4:51 |
| 15 | "In the City" (gośc. Zug Izland)                                        | 4:13 |